# Шонга (село)
Шонга — село в Кичменгско-Городецком районе Вологодской области.
Входит в состав Городецкого сельского поселения (с 1 января 2006 года по 1 апреля 2013 года было центром Шонгского сельского поселения), с точки зрения административно-территориального деления — центр Шонгского сельсовета.
Расстояние до районного центра Кичменгского Городка по автодороге составляет 11 км. Ближайшие населённые пункты — Онохово, Шелыгино, Берликово.
Население по данным переписи 2002 года — 492 человека (247 мужчин, 245 женщин). Преобладающая национальность — русские (99 %).